# Capriata d’Orba
Capriata d’Orba (piemontiul: Cavirià, helyi nyelvjárásban: Caviriò) település Olaszországban, Piemont régióban, Alessandria megyében. Lakosainak száma 1764 fő (2023. január 1.). Capriata d’Orba Basaluzzo, Castelletto d’Orba, Francavilla Bisio, Predosa, Rocca Grimalda, San Cristoforo és Silvano d’Orba községekkel határos.

## Népesség
A település népessége az elmúlt években az alábbi módon változott:
| Lakosok száma | 1872 | 1858 | 1764 |
|               | 2017 | 2018 | 2023 |